# Caterina Biscari
Caterina Biscari (Sicilia, 1957) es una física, directora del Sincrotrón ALBA. Licenciada en Física por la Universidad Complutense de Madrid y Doctora en Física por la Universidad degli Studi di Napoli, ha desarrollado su carrera científica en el ámbito de los aceleradores de partículas en diversos laboratorios del mundo, como la Organización Europea para la Investigación Nuclear (CERN), el Laboratorio Nazionale de Frascati del INFN y el Centro Nacional de Hadronterapia Oncológica de Pavia, contribuyendo al desarrollo de aceleradores para investigación fundamental, investigación aplicada y aplicaciones médicas. Es EPS Fellow por sus contribuciones claves en el diseño, la construcción y la puesta en marcha de aceleradores. Desde 2012 es Directora del Laboratorio de Luz de Sincrotrón ALBA. Miembro de comités asesores de proyectos en diversos países, entre otros el comité asesor de los aceleradores del CERN, de la Fuente Europea de Neutrones ESS, de la fuente de fotones Europea XFEL. En 2012 recibió la condecoración de Oficial de la Estrella de Italia.